# Tamaria pusilla
Tamaria pusilla är en sjöstjärneart som först beskrevs av Müller och Franz Hermann Troschel 1844.  Tamaria pusilla ingår i släktet Tamaria och familjen Ophidiasteridae. Inga underarter finns listade i Catalogue of Life.